# Stazione di Bene-Grona
Stazione di Bene-Grona 1966-ban bezárt vasútállomás Olaszországban, Lombardia régióban, Bene Lario településen.

## Vasútvonalak
Az állomást az alábbi vasútvonalak érintették:
- Menaggio–Porlezza-vasútvonal

## Kapcsolódó állomások
A vasútállomáshoz az alábbi állomások vannak a legközelebb:
- Stazione di Piano Porlezza
- Stazione di Grandola ed Uniti